# Геронтий (Колпаков)
Геронтий (в миру Герасим Исаевич Колпаков; 1803, Ермолово, Серпуховский уезд Московская губерния — 18 (30) июля 1868, Гуслицкий Спасо-Преображенский монастырь) — архимандрит Белокриницкого монастыря, один из главных деятелей по учреждению Белокриницкой иерархии.

## Биография
Геронтий — крестьянин села Ермолова Серпуховского уезда Московской губернии (ныне Чеховский район Московской области). Родился в 1803 году. Когда ему исполнилось 19 лет, он ушёл в Бессарабию в Серковский монастырь. Через три года он был пострижен в иноки этого монастыря. Новопостриженный монах сразу же приобрёл большое доверие настоятеля монастыря и всего монастырского братства. По поручению начальства, он неоднократно ездил во внутренние губернии и за сбором пожертвований на Серковский монастырь. В одну из таких поездок в 1830 году, он познакомился с известным старообрядческим начётчиком Петром Васильевым. Геронтий и Пётр Васильев предприняли совместные усилия по поиску старообрядческого архиерея
В июле 1841 года Геронтий, после бурной истории с липованами, был избран настоятелем Белокриницкого монастыря. 3 ноября 1846 года он был посвящён первым старообрядческим митрополитом Амвросием в сан диакона, 8 ноября он был поставлен в священники, а 6 декабря возведён в сан архимандрита. В начале 1847 году Геронтий отправился в Москву для подробного ознакомления столичных поповцев с новой Белокриницкой иерархией и для приобретения необходимых для митрополий церковных и иных принадлежностей. В Москве Геронтий пробыл несколько месяцев и в конце мая того же года он выехал обратно в Белую Криницу. Но на границе Московской и Тульской губерний был арестован, и в сопровождении жандармов, согласно Высочайшему повелению, был отправлен в Петербург для производства над ним следствия. Следствие закончилось заключением Геронтия в Алексеевский равелин Петропавловской крепости. Отсюда он был переведён в Шлиссельбургскую крепость, где после продолжительного пребывания в одиночном заключении «изъявил желание» присоединиться к православной церкви на праве единоверия. Желание Геронтия было исполнено: в октябре 1867 года он был присоединён к православной церкви с прежним именем Герасима, полученным при крещении. Вскоре после своего обращения в лоно православной церкви Герасим был отправлен в Гуслицкий Спасо-Преображенский монастырь под «кроткий» надзор настоятеля, для прочного утверждения в православии и для предохранения от всякого влияния на него раскольников. В Гуслицы он прибыл 24 апреля 1868 года и здесь оставался до самой своей кончины, последовавшей 18 июля того же года, в бане, когда он, вымывшись, лег на полок.